# Ferdinando Cesarini
Ferdinando o Ferrante Cesarini (Roma, 1606 circa – Roma, 8 marzo 1646) è stato un nobile, poeta e fisico italiano.

## Biografia
Nato a Roma da nobile famiglia, era fratello del più noto Virginio Cesarini, al quale Galileo Galilei indirizzò in forma di lettera il Saggiatore. Alla morte del padre, nel 1613, aveva sette anni, per cui la madre e il fratello Giangiorgio furono designati quali suoi tutori e curatori.
Allievo di Bonaventura Cavalieri, in qualità di referendario apostolico di entrambe le Segnature (nomina 1638 nr. 98) e mecenate, fu in corrispondenza con Benedetto Castelli, che in una lettera del 20 settembre 1638 gli descrisse il termoscopio galileiano; lo stesso padre Castelli lo invitò a diffondere il postumo Discorso sopra la calamita – a lui peraltro dedicato – entro una cerchia limitata di persone «fidate». Fondamentale fu l'ascendente di Cesarini, che spinse Castelli a volgere le proprie considerazioni intorno ai più «nobili campi del filosofare». Cesarini fu anche il destinatario di una famosa lettera, del 12 agosto 1639, inclusa nella terza edizione del trattato Della misura delle acque correnti, in cui con la «favola della pezza senza fine di damasco» Castelli rispondeva alle critiche e alle accuse di plagio dei suoi detrattori.
Ebbe contatti anche con Giovanni Ciampoli, che lo omaggiò in un componimento poetico e con il quale, sul finire dell'Ottocento, fu annoverato fra i prelati della sua epoca inclini "a favorire i progressi della scienza".
Come poeta, si distinse per lo più nella poesia satirica; fu autore anche di un'orazione latina in memoria di san Luigi Gonzaga, che declamò, quindicenne, in presenza di numerosi cardinali, e di un poemetto latino, recitato nel Collegio Romano dei gesuiti, per l'elezione dell'imperatore Ferdinando II d'Asburgo.
"Già Monsignor Cesarini si preparava per passare al Campidoglio, & abbattere la Statua di Papa Urbano VIII. Era questo Prelato di famiglia fra' Baroni Romani d'antica e cospicua nobiltà; ma d'ingegno altrettanto satirico, quanto elevato, & erudito. La smisurata pinguedine del corpo havea tolto alla naturale sua fierezza l'attitudine di valersene. Non era ben' affetto a' Barberini, ancorché la sua Casa fosse stata da loro cumulata dell'honore della porpora; essendo egli solito di dire, che tanto Urbano Ottavo havea ingrandito il fratello, quanto havea strapazzata, e depressa la persona sua chiamandola huomo di spirito torbido mordace, inquieto; e che di Prelato non havesse, che l'habito, e le lettere."
Nel suo Diario romano Giacinto Gigli ipotizzò che Cesarini potesse essere stato l'autore di alcune pasquinate contro Urbano VIII, tra queste la celebre Papa Gabella. Nella stessa opera, Gigli riportò che, alla morte di papa Barberini, Ferdinando Cesarini fu a capo di una sommossa popolare volta al vilipendio della memoria del pontefice; Teodoro Ameyden fu testimone oculare dell'accaduto. Tale atteggiamento fu ricondotto dai contemporanei al fenomeno di malcontento scaturito in seguito ad alcune misure fiscali adottate da papa Barberini: per far fronte alle spese della Guerra di Castro, Urbano VIII aveva imposto una pesante tassazione allo Stato Ecclesiastico e sottratto ingenti somme alla Camera Apostolica.
Contro l'insostenibile peso delle gabelle, Cesarini si rese interprete del malcontento del popolo romano anche con il Discorso politico, Giuridico et Demonstrativo di Monsig.re Cesarini alla Santità di N.ro S.re Innoc.o X Per parte del Popolo Romano, acciò sia scemato il gravissimo peso di non poche gabelle sostenute da detto Popolo.
Cesarini morì all'età di quarant'anni, lasciando quale suo esecutore testamentario ed erede il cardinale Federico Sforza, e fu sepolto nella basilica di Santa Maria in Aracoeli.
Come membro del patriziato romano ricoprì varie cariche 
rappresentative ecclesiastiche: così negli anni tra il 1631 e il 1646 fu anche eletto «guardiano» dell'arciconfraternita del Ss. Crocifisso in San Marcello. Virginio, suo fratello, gli indirizzò alcune liriche; Giambattista Pianelli gli dedicò una commedia in dialetto romanesco.
Gregorio Porzio, poeta della corte romana, compose in sua lode il seguente epigramma (ripreso da Leone Allacci, nella voce dedicata a Cesarini, nel repertorio biografico Apes Urbanae):
(Gregorio Porzio)

## Opere

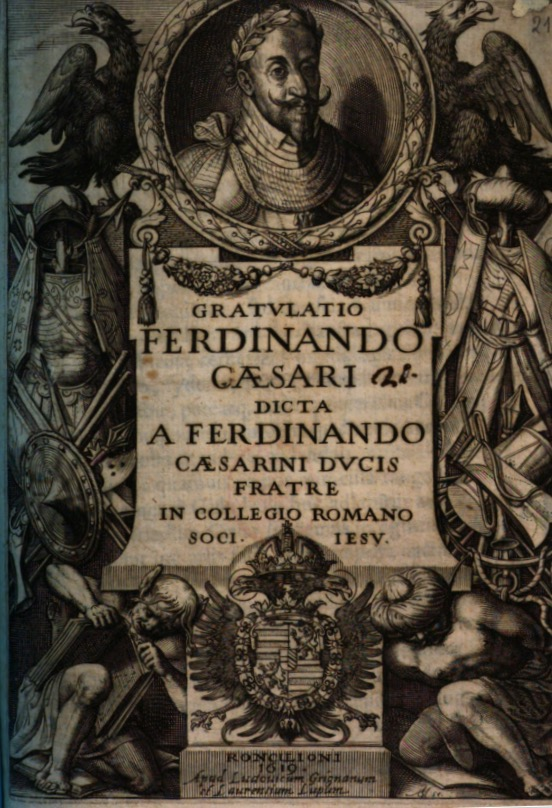
F. Cesarini, Gratulatio Ferdinando Cæsari (1619)

- Ferdinando Cesarini, De beato Aloysio Gonzaga oratio Romae habita ab illustriss. Ferdinando Caesarini ducis fratre, Mantova, Aurelium, & Lodouicum fratres, ducales typographos, 1618.
- Ferdinando Cesarini, Gratulatio Ferdinando Cæsari dicta a Ferdinando Cæsarini Ducis fratre in Collegio Romano Soci. Iesu, Ronciglione, Ludouicum Grignanum et Laurentium Lupum, 1619.

## Curiosità
- Cesarini non fu un personaggio gradito durante il pontificato di Urbano VIII: lo si può desumere anche da un aneddoto riportato in Lepidezze di spiriti bizzarri e curiosi avvenimenti di Carlo Roberto Dati. In occasione delle festività natalizie, «venendo, come è solito, i Palafrenieri del Cardinal Barberino a chieder la mancia per Natale», Cesarini «gli fece passare, e contro a lor voglia sedere e coprire. Poi domandò loro quel che essi volevano; risposero, la mancia». Il monsignore, a questo punto, «soggiunse di voler raccontar loro una storia sopra l'origine delle mance, e questa era [...]»: «per Natale per ordinario si facevano le promozioni, si davano cariche, benefizi, e pensioni. E perché i palafrenieri portavano le nuove, si dava loro la mancia; e sarebbe stato molto scortese chi ricevendo grazie e benefizi non fosse stato liberale con chi portava l'avviso; ma giacché era dismessa l'usanza de' benefici, era tempo di dismettere parimente quella della mancia. Alzatosi così gli accompagnò cortesemente senza dar loro cosa alcuna».[28]

## Ascendenza
|                                                    |                                        |                                         | Genitori                                                  |  |  | Nonni |  |  | Bisnonni                                    |  |  | Trisnonni            |  |
|                                                    |                                        |                                         |                                                           |  |  |       |  |  | Giuliano Cesarini, I marchese di Civitanova |  |  | Giangiorgio Cesarini |  |
|                                                    |                                        |                                         |                                                           |  |  |       |  |  | Giuliano Cesarini, I marchese di Civitanova |  |  | Giangiorgio Cesarini |  |
|                                                    |                                        | Marzia Sforza di Santa Fiora            |                                                           |  |  |       |  |  | Giuliano Cesarini, I marchese di Civitanova |  |  |                      |  |
| Giovan Giorgio Cesarini, II marchese di Civitanova |                                        |                                         |                                                           |  |  |       |  |  | Giuliano Cesarini, I marchese di Civitanova |  |  |                      |  |
|                                                    |                                        | Giulia Colonna                          | Prospero Colonna, duca di Traetto                         |  |  |       |  |  |                                             |  |  |                      |  |
|                                                    |                                        | Giulia Colonna                          | Prospero Colonna, duca di Traetto                         |  |  |       |  |  |                                             |  |  |                      |  |
|                                                    |                                        | Giulia Colonna                          | Isabella Carafa di Maddaloni                              |  |  |       |  |  |                                             |  |  |                      |  |
| Giuliano Cesarini, I duca di Civitanova            |                                        | Giulia Colonna                          |                                                           |  |  |       |  |  |                                             |  |  |                      |  |
|                                                    |                                        | Alessandro Farnese il Giovane           | Pier Luigi Farnese, duca di Parma e Piacenza              |  |  |       |  |  |                                             |  |  |                      |  |
|                                                    |                                        | Alessandro Farnese il Giovane           | Pier Luigi Farnese, duca di Parma e Piacenza              |  |  |       |  |  |                                             |  |  |                      |  |
|                                                    |                                        | Alessandro Farnese il Giovane           | Gerolama Orsini                                           |  |  |       |  |  |                                             |  |  |                      |  |
| Clelia Farnese                                     |                                        | Alessandro Farnese il Giovane           |                                                           |  |  |       |  |  |                                             |  |  |                      |  |
|                                                    |                                        | …                                       | …                                                         |  |  |       |  |  |                                             |  |  |                      |  |
|                                                    |                                        | …                                       | …                                                         |  |  |       |  |  |                                             |  |  |                      |  |
|                                                    |                                        | …                                       | …                                                         |  |  |       |  |  |                                             |  |  |                      |  |
| Ferdinando Cesarini                                |                                        | …                                       |                                                           |  |  |       |  |  |                                             |  |  |                      |  |
|                                                    | Ferdinando I Orsini, V duca di Gravina | Francesco Orsini, IV duca di Gravina    |                                                           |  |  |       |  |  |                                             |  |  |                      |  |
|                                                    | Ferdinando I Orsini, V duca di Gravina | Francesco Orsini, IV duca di Gravina    |                                                           |  |  |       |  |  |                                             |  |  |                      |  |
|                                                    | Ferdinando I Orsini, V duca di Gravina | Maria Todeschini Piccolomini d'Aragona  |                                                           |  |  |       |  |  |                                             |  |  |                      |  |
| Virginio Orsini, I duca di San Gemini              | Ferdinando I Orsini, V duca di Gravina |                                         |                                                           |  |  |       |  |  |                                             |  |  |                      |  |
|                                                    |                                        | Beatrice Ferrillo                       | Giacomo Alfonso Ferrillo, conte di Acerenza e Muro Lucano |  |  |       |  |  |                                             |  |  |                      |  |
|                                                    |                                        | Beatrice Ferrillo                       | Giacomo Alfonso Ferrillo, conte di Acerenza e Muro Lucano |  |  |       |  |  |                                             |  |  |                      |  |
|                                                    |                                        | Beatrice Ferrillo                       | Maria Balsa                                               |  |  |       |  |  |                                             |  |  |                      |  |
| Livia Orsini di San Gemini                         |                                        | Beatrice Ferrillo                       |                                                           |  |  |       |  |  |                                             |  |  |                      |  |
|                                                    |                                        | Bonifacio Caetani, IV duca di Sermoneta | Camillo Caetani, III duca di Sermoneta                    |  |  |       |  |  |                                             |  |  |                      |  |
|                                                    |                                        | Bonifacio Caetani, IV duca di Sermoneta | Camillo Caetani, III duca di Sermoneta                    |  |  |       |  |  |                                             |  |  |                      |  |
|                                                    |                                        | Bonifacio Caetani, IV duca di Sermoneta | Beatrice Caetani d'Aragona                                |  |  |       |  |  |                                             |  |  |                      |  |
| Giovanna Caetani                                   |                                        | Bonifacio Caetani, IV duca di Sermoneta |                                                           |  |  |       |  |  |                                             |  |  |                      |  |
|                                                    |                                        | Caterina Pio di Savoia                  | Alberto III Pio di Savoia, VIII signore di Carpi          |  |  |       |  |  |                                             |  |  |                      |  |
|                                                    |                                        | Caterina Pio di Savoia                  | Alberto III Pio di Savoia, VIII signore di Carpi          |  |  |       |  |  |                                             |  |  |                      |  |
|                                                    |                                        | Caterina Pio di Savoia                  | Cecilia Orsini                                            |  |  |       |  |  |                                             |  |  |                      |  |
|                                                    |                                        | Caterina Pio di Savoia                  |                                                           |  |  |       |  |  |                                             |  |  |                      |  |